# 尼斯卡尤納 (紐約州普查規定居民點)
尼斯卡尤納（英語：Niskayuna）是位於美國紐約州斯克內克塔迪縣的普查規定居民點。

## 人口
根據2020年美國人口普查的數據，尼斯卡尤納的面積為31.95平方千米，當中陸地面積為30.76平方千米，而水域面積為1.19平方千米。當地共有人口20787人，而人口密度為每平方千米650.61人。